# TuS Hattingen
Der TuS Hattingen (offiziell: Turn- und Sportverein Hattingen 1863 e. V.) ist ein Sportverein aus Hattingen im Ennepe-Ruhr-Kreis. Die Fußballmannschaft spielte sechs Jahre in der höchsten westfälischen Amateurliga.

## Geschichte
Der Verein wurde im Jahre 1945 gegründet. Nach dem Ende des Zweiten Weltkrieges ließ die britische Besatzungsmacht in Hattingen nur einen Verein zu. Insgesamt neun Vereine schlossen sich daraufhin zum heutigen TuS Hattingen zusammen. Die Jahreszahl 1863 stammt vom Ruhr-Turner-Bund, dem ältesten Stammverein des heutigen TuS Hattingen. Neben Fußball bietet der Verein noch Badminton, Handball, Leichtathletik, Turnen und Volleyball an.

### Fußball
Der TuS Hattingen spielte zunächst lediglich auf Kreisebene und konnten lediglich in den Spielzeiten 1947/48 sowie 1950/51 Bezirksklassenluft schnuppern. Erst ab 1958 konnten sich die Hattinger in der Bezirksklasse etablieren. Nach einer Vizemeisterschaft im Jahre 1962 hinter der zweiten Mannschaft des SSV Hagen gelang dem TuS ein Jahr später der Aufstieg in die Landesliga. Nach einem fünften Platz in der Aufstiegssaison musste der TuS 1965 wieder zurück in die Bezirksliga. Drei Jahre später gelang die Rückkehr in die Landesliga. Nach einer starken Rückrunde beendeten die Hattinger die Saison punktgleich mit Arminia Marten. Trotz eines 0:1-Halbzeitrückstands konnte der TuS das Entscheidungsspiel um die Meisterschaft im neutralen Bochum noch mit 2:1 gewinnen und der Verein stieg in die seinerzeit drittklassige Verbandsliga Westfalen auf.
Unter Trainer Dieter Buschmann erreichte die Mannschaft in der Saison 1971/72 mit dem fünften Platz ihren sportlichen Zenit, ehe Mitte der 1970er Jahre eine sportliche Talfahrt begann. Nach drei Abstiegen in Folge kam der TuS 1977 in der Kreisliga an. Erst 1980 gelang der Wiederaufstieg in die Bezirksliga. Dieser Spielklasse gehörte der Verein bis 1985, von 1991 bis 1994, von 2000 bis 2014 und seit 2016 an. Zwischenzeitlich ging es für die Hattinger in der Saison 1997/98 bis in die Kreisliga B hinunter. Im Jahre 2024 stiegen die Hattinger in die Bezirksliga auf.
Heimspielstätte ist der Sportplatz Wildhagen.

### Turnen
Annette Michler-Hanneken gewann fünf deutsche Meisterschaften im Turnen, davon drei am Schwebebalken, zwei im Mehrkampf und eine am Stufenbarren.

## Persönlichkeiten
- Markus Becker
- Markus Ehrhard
- Josef Lammers
- Uwe Neuhaus
- Wolfgang Scheid